# 喜久亭寿暁
喜久亭 寿暁（きくてい じゅぎょう）は落語の名跡。壽暁、壽曉とも表記する。

## 初代
（生没年不詳）
初め若松町に住み道具屋万吉、後に深川の佐賀町の家主を勤め、矢野治助と改名した。号を青陽舎という。
咄家としては初代喜久亭寿楽の門人で、1808年4月17日には寿楽、初代三笑亭可楽、初代三遊亭圓生の助力で東両国の柏屋で咄の会が催されている。
新作の創作力に優れ、文化4年（1807年）正月から文化6年（1809年）ごろにかけての演目を記載した『滑稽集』を記しており、現在でも演じられる演目を含む計650ほどの題名が挙げられている（大半は題名のみだが、一部サゲ（落ちの文句とおぼしい語句が記載されたものがある）。
文化14年（1817年）3月には新吉原伏見町に転居している。

## 2代目
『落語家奇奴部類』には2代目寿暁から5代目石井宗叔を経て楽翁となった人物がいる。